# Moschiola kathygre
El ciervo ratón de rayas amarillas (Moschiola kathygre) es una especie de artiodáctilo de la familia Tragulidae que fue descrita en 2005. Vive en las zonas húmedas de Sri Lanka. Antiguamente este animal estaba clasificado como una subespecie de Moschiola meminna , pero fue separado basándose en el concepto filogenético de especie.